# МИТ
 За литературното понятие вижте Мит.  
 За висшето училище в САЩ вижте Масачузетски технологичен институт.  
Националната разузнавателна организация (на турски: Milli Istihbarat Teskilati, MİT), е обединената държавна специална служба на Турция. Седалището ѝ е в столицата Анкара, кв. Улус.

## Основни данни
За разлика от други страни, MİT обединява вътрешни и външни оперативни и други присъщи за ресора дейности. Създадена е през 1965 г. след преобразуването на предходната Milli Emniyet Hizmeti (или МАН), учредена от Ататюрк през 1926 г. Влиянието на военните в нея е традиционно силно, особено по време на военния режим в страната, което става причина за официално намаляване на номиналния ѝ военен персонал под натиска на цивилните политици до 35% през 1990 г. и днес до 4,5% от състава ѝ. Нови щатни служители традиционно се набират от семействата на досегашните служители и сред националния елит.
Представителите на религиозните малцинства са лишени от кариера в MİT.Подчинена е пряко на премиера на правителството. Съставът ѝ официално е около 5000 щатни служители (2007). Оглавяващият я има административен ранг „мющешар“ (müsteşar – подсекретар). Бюджетът ѝ за 4 години е нараснал с над 30% и наближава 0,5 милиард щатски долара по данни за 2012 г.
Има капацитет и на полицейска агенция и може да бъде смятана и за тайна полиция, поради което е в традиционна конкуренция с Полицейското разузнаване. Добре взаимодейства със силите на жандармерията. Работи в сътрудничество със специалните служби на САЩ.

## Структурни звена
1. Дирекция за психологическо разузнаване. Тази дирекция отговаря на психологическо разузнаване в рамките на страната и извън нея.
2. Дирекция за електронно и техническо разузнаване. Основните задължения на тази дирекция са ELINT (електронно разузнаване) и SIGINT (радиоелектронно разузнаване и контраразузнаване). В рамките на задълженията и отговорностите, както са определени по силата на закона, MİT провежда основната дейност за противодействие на всички електронни и технически атаки срещу Турция.
3. Разузнавателна дирекция. Отговаря за определяне на необходимата информация за вътрешни и външни елементи, които застрашават националната и териториалната цялост, съществуването, свободата, сигурността, конституционния ред и институциите на Република Турция за преминаване на тази нужда на оперативните звена, както и за доставяне на разузнавателни справки, получени след оценка на събраната информация, на съответните институции.
4. Дирекция по операциите. След като разузнавателните оперативни задачи се определят от Дирекцията за разузнаване, дирекция „Операции“ ги поема. Тя също събира и информация от тайни източници в Турция и в чужбина за нуждите на MİT. Дирекцията също събира разузнавателна информация за организирани престъпления като трафик на наркотици, пране на пари и разпространение на оръжия или за терористични или идеологически цели. В съответствие със закон № 2937 обект на MİT са вътрешни и външни организации, финансови ресурси, действия и движения на подривни или сепаратистки елементи, работещи срещу конституционния ред на Република Турция. Друго задължение е да попречи на дейността на чужди разузнавателни организации в Турция, като събиране на информация или манипулиране на някои местни лица или групи.[11]

Всяка дирекция има формирани различни оперативни, аналитични и административни звена.
Оперативната дейност включва вътрешни и външни задачи. Фокус на външните са Балканите (вкл. България), Близкият изток, Иран, Постсъветското пространство, Германия и останалата част от Западна Европа с по-големи турски общности. Вътрешните са най-вече за борба с Кюрдската съпротива, потенциалните арменска и гръцка заплахи и крайно леви движения, наблюдение на организираната престъпност.
При автокатастрофа довела до смъртта на водача на националистическата организация – Сиви вълци, Абдуллах Чатлъ и от негови предишни заявления се появяват данни които усилват подозренията за връзки на службата с организираната престъпност и ултранационалистически организации някои осъществени от шефа на външното разузнаване Метин Гюньол (Metin Günyol) още при конфронтацията ѝ с арменската терористична съпротивителна организация АСАЛА.

## В популярната култура
Сериалът „Организацията“, излъчван по ТРТ 1 от 7 март 2021 г., е посветен на дейността на MİT.

## Турски специални служби
- Milli İstihbarat Teşkilatı (MİT) (Национална разузнавателна организация)
- Jandarma İstihbarat ve Terörle Mücadele (JİTEM) (Жандармерийска служба за разузнаване и контратероризъм)
- Kamu Düzeni ve Güvenliği Müsteşarlığı (Подсекретариат по обществения ред и сигурност)
- Emniyet Genel Müdürlüğü İstihbarat Daire Başkanlığı (Служба за полицейско разузнаване)
- Genelkurmay İstihbarat Daire Başkanlığı (Обединен щаб на разузнавателните служби)
- Kara Kuvvetleri Komutanlığı İstihbarat Başkanlığı (Военно разузнаване)
- Deniz Kuvvetleri Komutanlığı İstihbarat Başkanlığı (Военноморско резузнаване)
- Hava Kuvvetleri Komutanlığı İstihbarat Başkanlığı (Военновъздушно разузнаване)
- Sahil Güvenlik Komutanlığı İstihbarat Başkanlığı (Разузнаване на бреговата охрана)
- Maliye Bakanlığı Masak (Фининсово разузнаване)
- Gümrük Bakanlığı Gümrük Muhafaza (Митническо мнистерство, служба за митническо правоприлагане)
- Orman Bakanlığı Orman Muhafaza (Министерство на горите, служба за опазване на горите)

## Информация, източници
- NMTD TIM (www.nmtd.org) & MIT (www.mit.gov.tr) – уебсайтове, директор (подсекретар) Hakan Fidan
- Официален уебсайт – mit.gov.tr
- Ferhat Ünlü. 18. The National Intelligence Organization //  Almanac Turkey 2005: Security Sector and Democratic Oversight.   Geneva Centre for the Democratic Control of Armed Forces, 2006. ISBN 978-975-8112-79-1. Архив на оригинала от 2009-09-04 в Wayback Machine. (Turkish)